# A Michelin étteremkalauz magyarországi élmezőnye (2024)

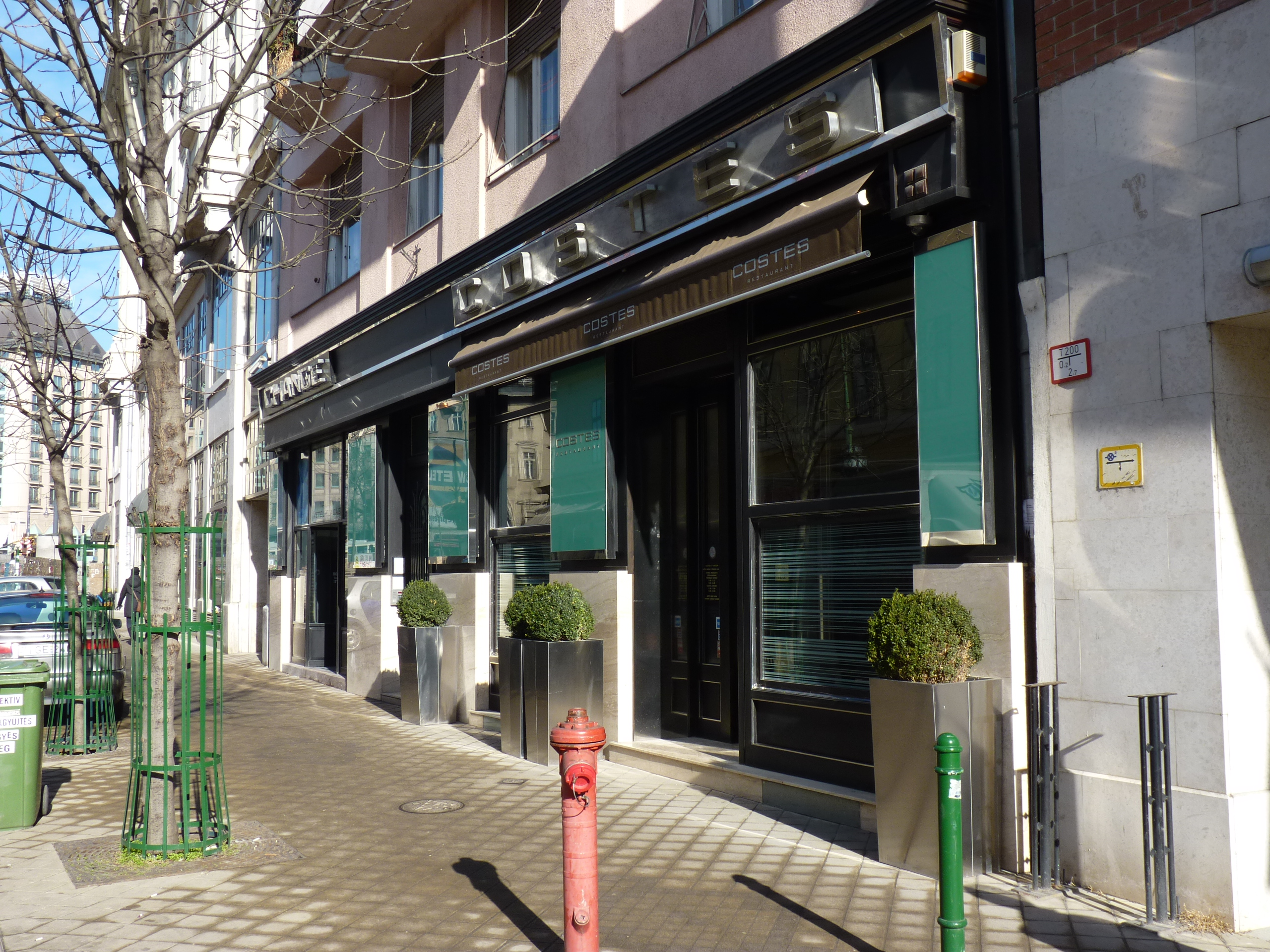
Costes

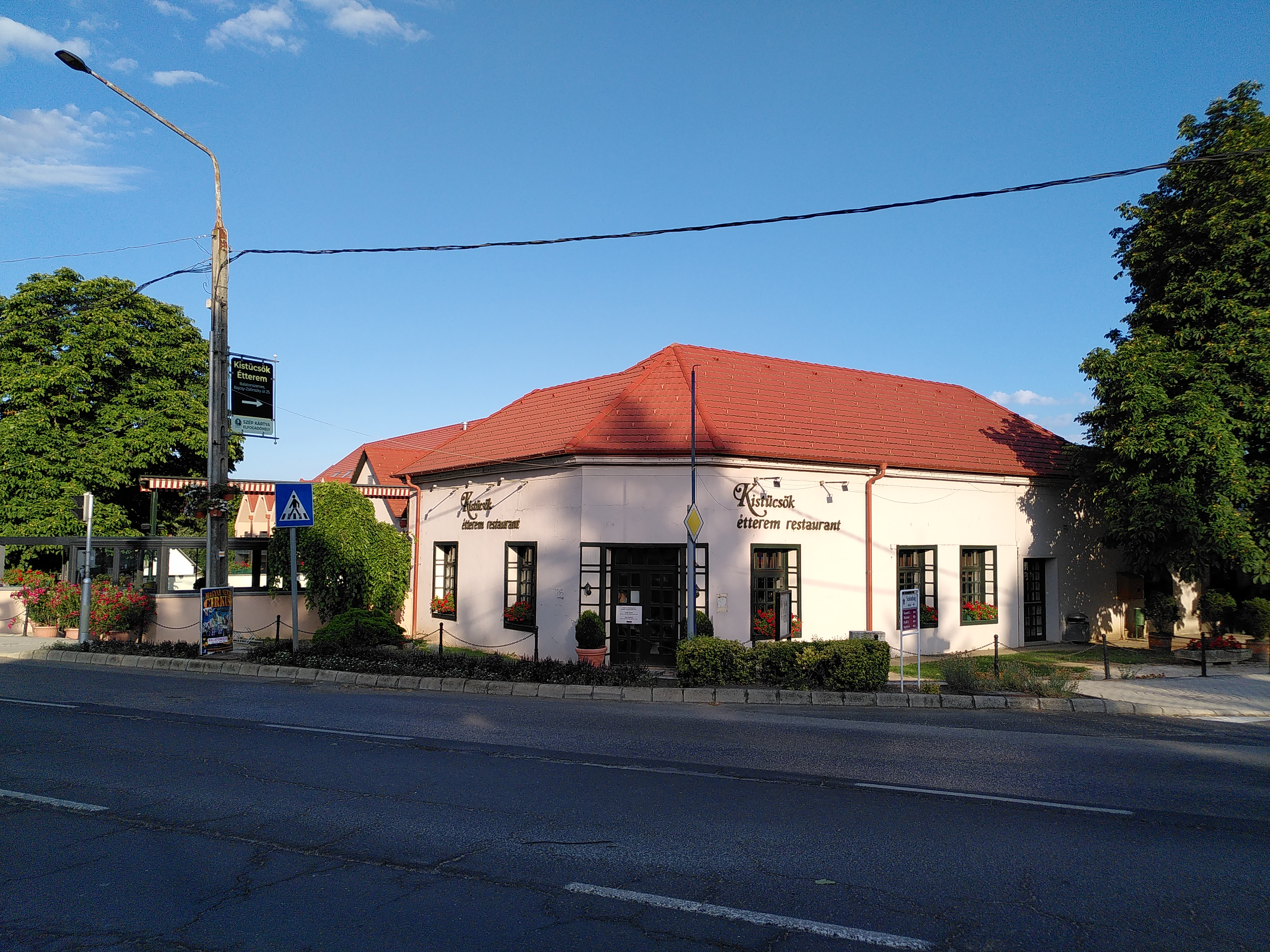
Kistücsök Étterem

Ez a lista a Michelin étteremkalauz étteremtesztjének 2024-es élmezőnyét tartalmazza. A Guide Michelin a legjobb éttermeket egy, kettő vagy három csillaggal értékeli. A „Bib Gourmand” minősítés a jó ár-érték arányú éttermeket jelöli, a „Zöld Csillag” pedig a fenntartható gasztronómia terén az iparág élvonalában járó éttermeket.
A Guide Michelin étteremlistája 2022 óta egész Magyarországra kiterjed, a korábbi években csak budapesti éttermeket minősített.
A 2024-es élmezőnybe a következő éttermek tartoznak:
| Étterem                | Város         | Séf          | Pont         |
| ---------------------- | ------------- | ------------ | ------------ |
| Platán Gourmet         | Tata          |              |              |
| Stand                  | Budapest      |              |              |
| 42 Étterem             | Esztergom     |              |              |
| Bábel                  | Budapest      |              |              |
| Borkonyha Wine Kitchen | Budapest      |              |              |
| Costes                 | Budapest      |              |              |
| Essencia               | Budapest      |              |              |
| Pajta                  | Őriszentpéter | Akács István |              |
| Rumour                 | Budapest      |              |              |
| SALT                   | Budapest      |              |              |
| Anyukám mondta         | Encs          |              | Bib Gourmand |
| Casa Christa           | Balatonszőlős |              | Bib Gourmand |
| Goli                   | Budapest      |              | Bib Gourmand |
| Iszkor                 | Mályinka      |              | Bib Gourmand |
| Kistücsök Étterem      | Balatonszemes |              | Bib Gourmand |
| Macok                  | Eger          |              | Bib Gourmand |
| Morzsa                 | Pécs          |              | Bib Gourmand |
| N28 Wine and Kitchen   | Budapest      |              | Bib Gourmand |
| Platán Bisztró         | Tata          |              | Bib Gourmand |
| Sparhelt               | Balatonfüred  |              | Bib Gourmand |
| Újváros Bisztró        | Szarvas       |              | Bib Gourmand |
| Natura Hill            | Zebegény      |              | Zöld Csillag |